# Étienne Pasquier
Étienne Pasquier (Párizs, 1529. június 7. – Párizs, 1615. augusztus 30.) francia jogász, történész, író.

## Pályafutása
Olyan nagy humanista jogtudósoknál tanult, mint François Hotman, Jacques Cujas és Andrea Alciato. 1549-ben lett a párizsi jogásztestület tagja. 1588-ban mérgező gombák elfogyasztása után súlyosan megbetegedett és csak két év múlva gyógyult fel teljesen. Ezalatt irodalommal kezdett foglalkozni és 1560-ban kiadta a Recherches de la France című történeti műve első kötetét. 1565-ben egy beszédével szerzett magának hírnevet, melyben a párizsi egyetemet sikeresen képviselte a jezsuitákkal szemben. 1579-ben részt vett a Poitiers-i, majd 1583-ban a Troyes-i Grands Jours ülésein. (Ez a 17. század végéig a király által kinevezett egyfajta rendszertelen bírói fórum volt, ahol a párizsi parlament bizottsága hozott határozatot a felmerülő ügyekben, ami elsősorban az uradalmi jogokkal kapcsolatos jogsértéseket jelentette.) A saját maga és társai ténykedését különös irodalmi emlékiratokban örökítette meg. Poitiers-i műve sikeres versgyűjtemény lett (La Puce de Madame Des Roches, 1583).
1585-ben III. Henrik francia király a párizsi cours des comptes főügyészévé nevezte ki, mely testület nagy politikai, pénzügyi és jogi jelentőséggel bírt. Hivatalában gyakran szállt szembe sikeresen az öröklött állások és hivatalok áruba bocsátásával szemben. A polgárháborúk idején elhagyta Párizst és néhány évig Tours-ban lakott. Közben folyamatosan dolgozott történeti főművén. IV. Henrik idején, 1594. márciusában tért vissza Párizsba. 1604-ig tevékenykedett a chambre des comptes hivatalában, majd nyugalomba vonult. A háláláig eltelt tizenegy évben alkotta irodalmi művei többségét. Rövid betegség után halt meg 1615-ben.
Művei többségét soha nem adták ki. Hiteles kiadása Amszterdamban jelent meg 1723-ban két kötetben. 1849-ben Leon Feugbre adta ki Párizsban néhány művét két kötetben, mely jobban elérhető. Költőként a Pléiade mozgalom kisebb tagjaként tartják számon. Sokkal jelentősebb ennél prózai tevékenysége. Ennek három fő része Recherches című történeti műve, levelei, valamint beszédei. Levelei számos életrajzi és történeti adatot tartalmaznak, a Recherches pedig az irodalmi, politikai, történeti és más adatok változatos egyvelege.
Recherches de la France című műve a modern történetírás egyik előfutára, melyben egyes olasz történészek módszerét alkalmazta. Gyakran használta és idézte az elsődleges forrásokat vagy a krónikákat. Ellentétben a legtöbb korabeli történeti művel, Pasquier a múlt pontos rekonstrukciójára törekedett, melyet a válságban levő francia társadalom okulására szánt. Franciaországot annak szokásaival és kultúrájával határozta meg. Művét nem az emberi civilizáció eredetével nyitja meg, hanem a franciák gall eredetével. A források hiányára panaszkodik és Caesar írásait használja fel. Azt állítja, hogy Franciaország története legalább olyan jelentős, mint a Római Birodalomé. Azt ajánlotta, hogy a szerzők latin helyett anyanyelven írjanak.
Victor Hugo azt állította, hogy ő és Favine a Szajna Île de la Cité nevű szigetét, ahol a párizsi Notre-Dame-székesegyház is található, egy hajóhoz hasonlította és ez az oka, nem a normann ostrom, hogy a város címerében hajó látható.

## Művei kiadása
- Les œuvres d'Estienne Pasquier…, 2 vol., Amsterdam, 1723 (réimpr. Genève, 1971)
- Œuvres choisies d'Étienne Pasquier, éd. L. FEUGÈRE, 2 vol., Paris, 1849